# Таверівка (село)
Таве́рівка — село в Україні, у Чутівській селищній громаді Полтавського району Полтавської області. Населення становить 563 чоловіка, а кількість дворів — 248. Колишній центр Таверівської сільської ради.

## Географія
Село Таверівка знаходиться на лівому березі річки Чутівка, вище за течією на відстані 4 км розташоване село Лозуватка, нижче за течією на відстані 3,5 км розташоване смт Чутове. Річка в цьому місці пересихає, на ній зроблено кілька загат.

## Легенда про Таверівку
На схилах річки Коломак здавна розташовувались села і хутори, які в той час називалися Василівкою, Єгорівкою, Єленівкою. Розташовувалися вони за сім кілометрів від селища Чутове.
У хуторі Василівка (нині Таверівка) налічувалось не більше десяти хат. На фермі був один сарай і вівчарня. Це була невелика економія поміщиці Дурнової. Місцевого населення в ній було мало, тому сюди на роботу приходили люди з навколишніх сіл і з інших місць.
Працювати доводилося зранку і до пізнього вечора, роботи виконувалися вручну. На всю економію був один тракторець, пара плугів, молотарка і два паровики. Умови життя людей були погані. Робітники жили в бараках, погано харчувалися, часто хворіли.
Особливо багато заробітчан у Василівці було із бідних і посушливих земель Таврії. Селяни з півдня, щоб якось вижити, змушені були приїжджати на заробітки у поміщицькі економії на північ країни.
У Василівці їх щороку було по 600—800 чоловік. Це були сезонні робітники. Вони займалися вирощуванням цукрових буряків. Людей-заробітчан тут називали тавричанами. Тому пізніше, коли вони вже й не приїжджали на сезонні роботи, хутір Василівка в пам'ять про заробітчан із Таврії стали називати Таверівкою.

## Історія
Полтавщина належить до тих історичних земель, що стали ядром формування Української держави.
Одним з багатьох мальовничих куточків Полтавщини є Чутівщина та наше село Таверівка, що має свою історію виникнення та розвитку. В степах, на схилах річки Коломак здавна розташовувались села і хутори, які в той час мало назву Василівка, Єгорівка, Єленівка. Знаходились вони за сім кілометрів від селища Чутове.
В хуторі Василівка (нині Таверівка) налічувалося не більше 10-и хат. На фермі був один сарай і вівчарня. Це була невелика економія поміщиці Дурнової. Місцевого населення в ній було мало.
З Любівки, Дзюбівки, Чутового, Очеретового, Майдану, Олександрівки, а також з інших сіл приходили люди на роботу. Умови життя були погані. Працювати доводилось зранку і до пізнього вечора, роботи виконувались вручну. На всю економію був один тракторець, пара плугів, молотарка і два паровика. Займались люди сільським господарством. Основною культурою були цукрові буряки. Під час Жовтневої революції поміщиця Дурнова виїхала за кордон.
З 1920 по 1922 роки на місці економії Дурнової було організоване нове радянське господарство — радгосп, яким керував ревком. У Василівці (тепер Таверівці) першим керуючим був Петровський Петро Степанович. Одноосібні господарства влилися в одне колективне. В той час в радгоспі був комітет незалежних селян, який допомагав розподіляти їм землю. І на місці, де раніше був степ, почало будуватись село.
Першими побудувались Мальки, Косики, Січкарі, Герасименки. На цей час припадає і будівництво ставка. Бідними були і тваринницькі ферми. В них налічувалось близько 120 корів і 50 свиноматок. Роботи в радгоспі було багато, тому кожного року прибувало по 700—800 чол. сезонних робітників, їм доводилось працювати вдень і вночі.
Історія назви села Таверівки складалась так. В давні часи з бідних і посушливих степів Таврії переїжджали селяни з півдня на північ на заробітки в поміщицькі економії. Так, у Василівку (Таверівку) приїжджало по 600—800 чоловік і місце, де вони осідали, називали не по місцевому, а по людях- тавричани. Пізніше, коли їх уже і не було, в пам'яті залишилось замість тавричан — Таверівка.
Потім почались поселення наших українців. Багато людей приїжджали з Київщини. Це Філоненко Микола Васильович, Дубина Надія Василівна, з Черкащини — Гезей Марія Олексіївна, яка на сьогоднішній день є довгожителькою села. Також поселення було із сусіднього Чутового. Це — Целуйко Андрій, Шинкаренко Андрій, Онищенко Василь, Каблучко Степан, Каблучко Іван, Шинкаренко Павло, Свириденко Олексій, Танькова Олена. Багато сил і енергії в розвиток радгоспу Таверівки і у вирощенні бурякового насіння вклав Новиков Петро Афанасійович, який працював керуючим Таверівським відділком з 1931 року. В період з 1931 по 1934 роки директором працював Гавриленко Яків Микитович.
З 1934 року директором працював Дорофєєв Василь Петрович. Умови життя і праці робітників покращувались. В радгосп стали надходити трактори, автомобілі. В господарстві була і своя заправна станція. Саджання і різання висадок проводилось вручну. Висадки зв'язували шпагатом, а молотили машиною. За роботу люди одержували цукор, гроші, зерно.
В 1938 році директором Таверівського бурякорадгоспу був Бублик Пантелеймон Миколайович. В радгоспі був організований дитячий садок, збільшилась кількість товарів у магазині.
1941 рік. Віроломний напад нацистської Німеччини на Радянський Союз перервав мирну працю радянських людей. В перші дні війни населення радгоспу було евакуйоване в Лисичанський радгосп Воронезької області. 20 вересня 1941 року німці вступили на територію радгоспу. В дні німецької окупації люди мужньо переносили всі знущання .Поле від ферми і до радгоспу було зрите окопами, на кожному кроці лежали трупи. Зруйнований був ставок, ліс вирубали і спалили. Назву радгоспу Таверово німці замінили на Василівку.
Всі муки винесли односельці. По-новому зажили вони після закінчення війни.
Після звільнення радгоспу від німецько-нацистських загарбників продовжував працювати директором Бублик Пантелеймон Миколайович.
З 1944 по 1953 рік директором радгоспу працював Ошкодьоров Трофим Ілліч, який при виконанні службових обов'язків трагічно загинув в автомобільній аварії. В перші післявоєнні роки центральний відділок з Чутового перейшов у Таверівку. Більше чоловіків стало в радгоспі, але разом з ними за кермом автомобілів і тракторів працювали Василенко Софія, Грицай Ольга, Недоступ Олександра, Коркішко Надія. Багато польових робіт виконувалось вручну. З енергією працювали ланкові Окара Єфросинія. Зінченко Тетяна, Ільченко Єфросинія, Гезей Марія. Ланки складались із 7 чоловік. Працьовиті жінки намагалися своєю працею загоїти післявоєнні рани, збагатити рідну країну.
В той же час люди почали зводити свої будинки. Першим побудувався Каплаух Касян.
У 1946—1947 роках починає будуватися робітниче селище. Першими з'явилися будинки Кириченків, Шмойлів, Трофименків, Пташніченків. Всі вони були маленькі під соломою. За короткий час робітники відбудували зруйноване господарство. З кожним роком праця ставала легшою, з'являлося більше машин. Піднімається культурний рівень робітників. Молодь вміла добре працювати, а вечорами розважати інших: брали участь у концертах, розучували і ставили на сценах клубів п'єси. Радгосп побудував новий магазин, працювала цілодобово їдальня, пекарня. Всі роботи на фермі були механізовані. Ферма стала багатою. В ній налічувалось 590 корів, 888 голів молодняку, 2323 голів свиней, 60 коней, 2080 курей. Радгосп мав в той час 3686 га землі та у господарстві працювало 600 осіб.
У 1963 році вийшло в світ рішення вересневого Пленуму ЦК КПРС «Про розвиток сільського господарства». Тепло, сердечне зустріли рішення Пленуму робітники радгоспу, В цей час директором працював Щербань Олексій Іванович, який очолював господарство по 1961 рік.
У 1967 році радгосп досягає високих врожаїв. Найкращі робітники нагороджені орденами і медалями. Серед них:
- Ільченко Єфросинія Олексіївна — колишня ланкова, Герой Соціалістичної праці;
- Зінченко Тетяна Захарівна — бригадир городньої бригади;
- Окара Єфросинія Андріївна — пенсіонерка;
- Мараховська Марія Мефодіївна — робітниця;
- Дьомін Михайло Григорович — тракторист;
- Москаленко Олександра Павлівна — робітниця;
- Онищенко Василь Мартинович — пенсіонер;

З лютого 1969 року прийняв господарство Іванина Микола Антонович. Він працював до 1971 року, за цей час продовжували будівництво школи, житлових будинків та дороги до смт Чутове.  У 1971—1973 роках директором був Кириленко Григорій Федорович. При його керівництві здали в експлуатацію Таверівську школу та двоповерховий 8-квартирний житловий будинок. Першим помічником в розвитку господарства була профспілкова організація, яка налічувала 650 членів, незмінно керувала нею з 1970 по 1997 рік Катерина Григорівна Онищенко.
До 1981 року працював директором радгоспу Шляпкін Олексій Овер'янович. В цей час побудували фермерські приміщення, лазню, житлові будинки по вулиці Кооперативній та Будинок культури. За вагомий внесок у розвиток господарства трудівники села відзначені урядовими нагородами. Так, орденами нагороджені:
- Шинкаренко Володимир Андрійович
- Гавриленко Григорій Іванович
- Каблучко Микола Миколайович
- Старокожко Олексій Іванович
- Кошель Михайло Іванович
- Вертій Ганна Костянтинівна
- Ракшенко Григорій Іванович
- Дьомін Михайло Григорович
- Целуйко Олександр Миколайович
- Кравчук Олексій Семенович

З 1981 року очолював бурякорадгосп Данилюк Віктор Петрович, а з 1983 року його наступником став Петриченко Михайло Петрович, який керував радгоспом до 1997 року. За його керівництва побудована нова вулиця в селі, яка носить назву 40-річчя Перемоги, тваринницькі приміщення, дитячий садок на 90 місць, фельдшерсько-акушерський пункт.
Люди вміли працювати і відпочивати. В селі була організована художня самодіяльність, якою вміло керувало подружжя культпрацівників Магденко Любов Кузьмівна та Віктор Олександрович. До участі в художній самодіяльності було залучено близько 50 жителів нашого села. Виступи односельців славились не тільки в районі, а й в області та у місті Києві.
В селі також була створена хороша спортивна команда, учасниками якої були Щербань Анатолій, Щербань Олександр, Ільченко Микола, Ільченко Борис, Дудник Микола, Косик Михайло, Козак Костянтин.
У 1986 році було утворено Таверівську сільську раду з адміністративним центром в селі Таверівка, яка раніше входила до Чутівської селищної ради. Головою стала Ткаченко Світлана Леонідівна. На посаді голів сільради у свій час працювали: Федоренко Віра Миколаївна, Крамаренко Іван Антонович, Сліпко Василь Іванович, Дзябенко Микола Олексійович, Павленко Сергій Миколайович.
12 червня 2020 року, відповідно до розпорядження Кабінету Міністрів України № 721-р «Про визначення адміністративних центрів та затвердження територій територіальних громад Полтавської області», село увійшло до складу Чутівської селищної громади.
19 липня 2020 року, в результаті адміністративно - територіальної реформи та ліквідації Чутівського району, село увійшло до складу новоутвореного Полтавського району.

## Сьогодення
Нині головою сільради є Гезей Іван Павлович. В селі здійснюють свою діяльність фермерські господарства «Шинкаренко», «Онищенко» та приватна агрофірма «Нове життя». Діє школа I—II ступенів.